# Mexican Water
Mexican Water è una comunità non incorporata della contea di Apache, Arizona, Stati Uniti. Mexican Water è situata sulla Riserva Navajo, a 23 km. a ovest di Red Mesa. Si trova anche a circa 6 km. ad est di Tes Nez Iah.

## Storia
Nel 1907 fu creato un trading post sul sito con il nome di Nokaita. Si ritiene che il nome attuale provenisse da pozzi petroliferi che da allora sono scomparsi. Il 1º luglio 1939, venne completata la costruzione di un ponte 4 km. a ovest del sito perché l'erosione aveva reso inutilizzabile la traversata del fiume.